# Marika Koroibete
Marika Koroibete (26. července 1992, Naraiyawa) je australský ragbista hrající na pozici levého křídla za japonský klub Saitama Wild Knights, se kterým v roce 2022 vyhrál japonskou ligu. 
V roce 2022 byl vybrán do nejlepší sestavy světa. Byl účastníkem MS 2019 a MS 2023. Vyrůstal na Fidži a za australskou reprezentaci mohl začít hrát v roce 2016 po tříletém pobytu v Austrálii.
V letech 2012 až 2016 hrál třináctkové ragby. V letech 2013 až 2015 hrál za Fidži.